# Szmuel Elijahu Taub
Szmuel Elijahu Taub (ur. 9 lutego 1905 w Lublinie, zm. 6 maja 1984) – rabin, trzeci cadyk chasydzkiej dynastii Modrzyc, (jid. מאָדזשיץ). Syn cadyka Szaula Jedidji Elazara Tauba, wnuk Israela.
W 1935 roku wraz z ojcem wybrał się na pielgrzymkę do Ziemi Świętej. Miejsca, które odwiedził tak mu się spodobały, że po powrocie do Polski poprosił ojca o zgodę na stały wyjazd do Palestyny. Ojciec wydał zgodę, a Szmuel Elijahu wraz z żoną i synem w przeciągu roku dotarli do Ziemi Świętej i osiedli się w Tel Awiwie. 
W 1947 roku objął sukcesję po swoim ojcu zostając cadykiem modrzyckim. Funkcję tę piastował do śmierci w 1984 roku. Jego następcą został jego jedyny syn Israel Dan Taub.